# Juan Blasco y Sánchez
Juan Blasco y Sánchez fue un sacerdote y poeta español nacido en Zaragoza hacia 1648 y muerto en la misma ciudad a finales del siglo XVII. 
Escribió la obra Galateo cristiano, compendio de noticias, avisos y documentos morales y espirituales para dirección de la vida cristiana, escrita en verso en su mayor parte.